# Bycanistes bucinator

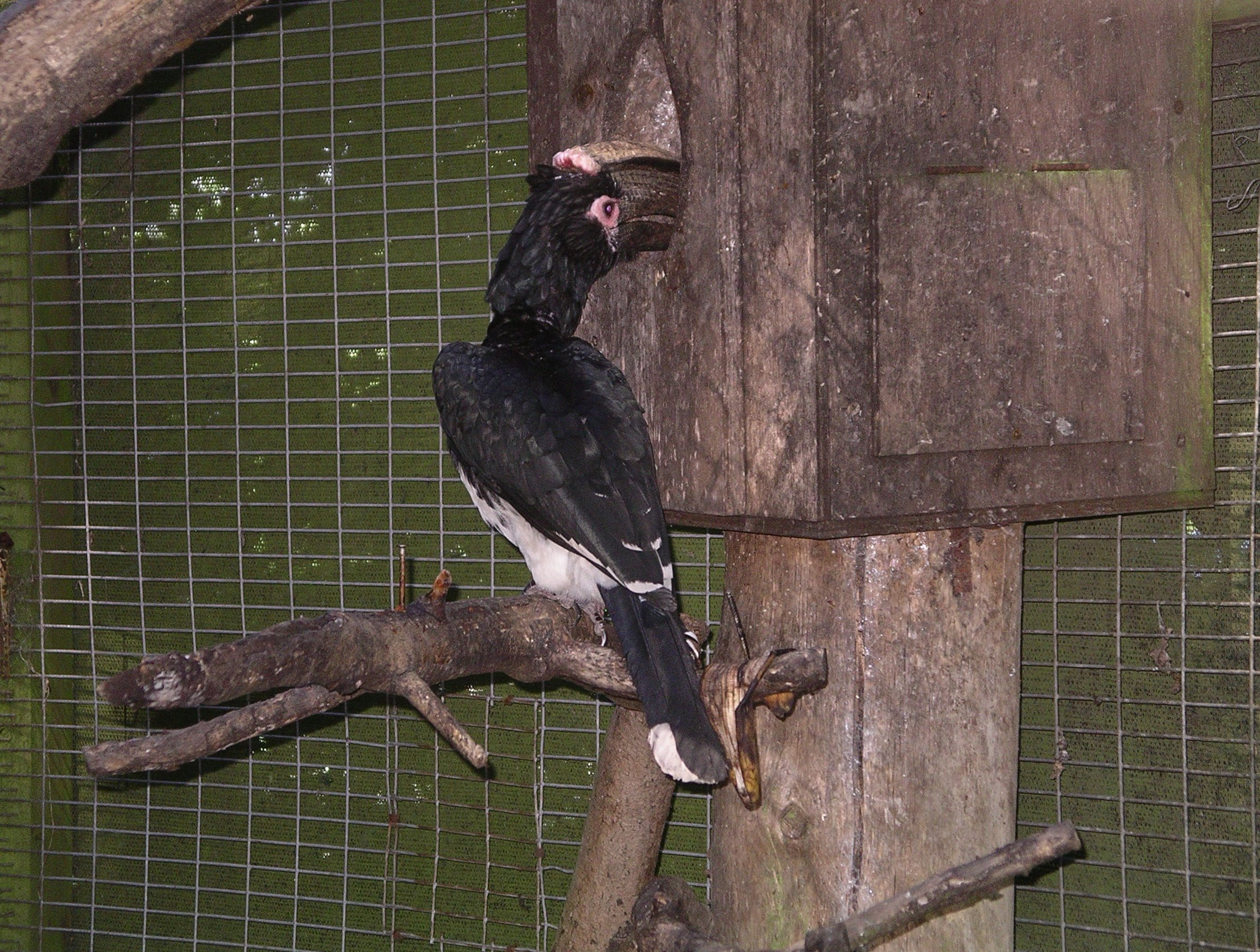
Una coppia in un nido artificiale.

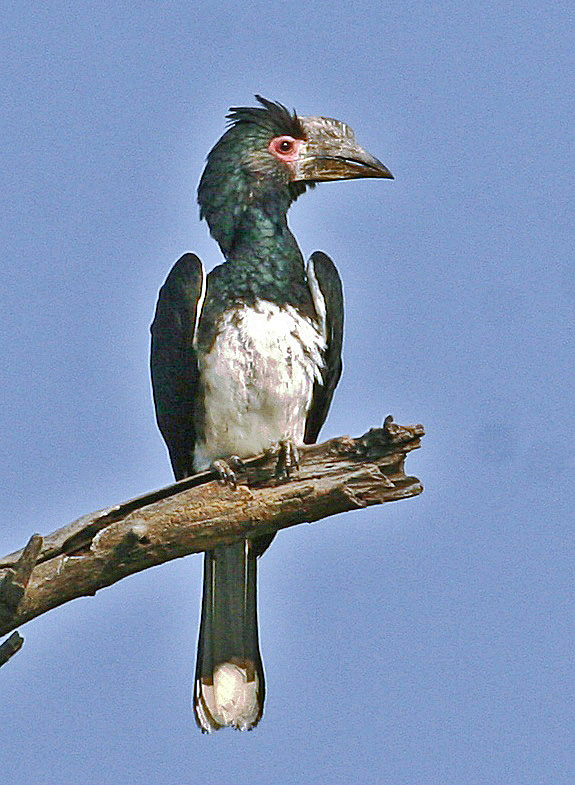
Femmina nello Zambia meridionale.

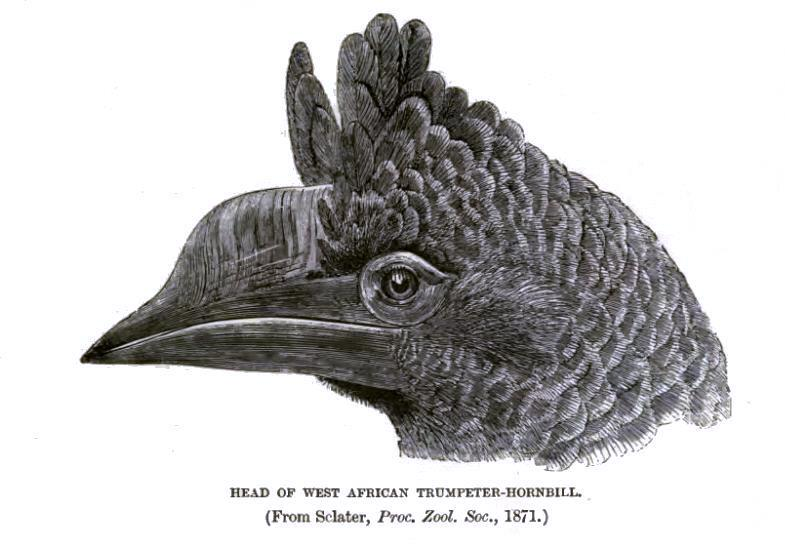
Testa della femmina di profilo.

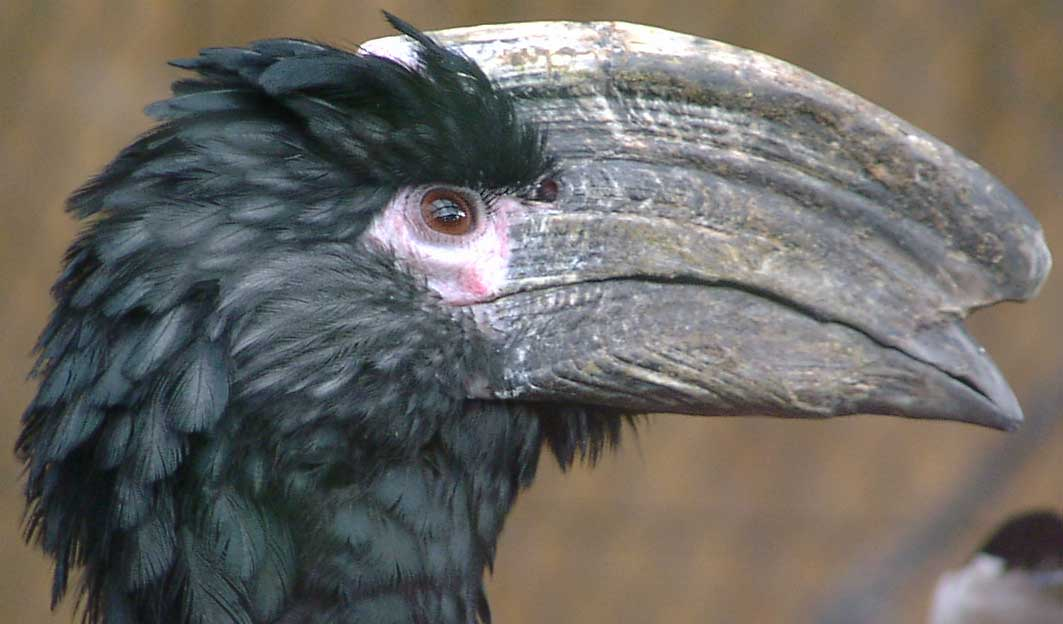
Testa del maschio di profilo.

Il bucero trombettiere (Bycanistes bucinator (Temminck, 1824)) è un uccello della famiglia dei Bucerotidi originario dell'Africa centro-orientale.

## Descrizione

### Dimensioni
Misura 50-55 cm di lunghezza, per un peso di 607-941 g nel maschio e di 452-670 g nella femmina.

### Aspetto
Il becco è nero e sormontato da un casco piuttosto voluminoso che si sviluppa dalla sommità del cranio alla punta del becco, dove si ripiega sul culmen formando un angolo acuto. Questo è di colore giallastro sulla parte superiore e nero su quelle restanti. La testa, il collo, la parte superiore del petto, i fianchi e le copritrici alari sono nere con riflessi verdastri. L'addome, le cosce, il groppone, le copritrici sopra- e sotto-caudali, così come l'estremità delle secondarie, sono di colore bianco puro. La testa è coronata da una cresta formata da alcune piume occasionalmente macchiate di bianco. La coda è nera con riflessi verdi. Tutte le timoniere, tranne quelle centrali, presentano un bordo bianco.
La femmina possiede un casco di dimensioni più modeste che termina più o meno a metà del culmen. La sua punta è color giallo chiaro e la base color giallo opaco. La pelle nuda che copre le orbite è color violetto scuro, rosso o roseo a seconda dello stato nuziale. L'iride presenta una tonalità bruno-rossastra. I piedi e le zampe sono neri.
Il bucero trombettiere viene spesso confuso con il bucero guanceargentate, con il quale condivide l'areale nello Zimbabwe orientale e nel Mozambico settentrionale. Tuttavia quest'ultimo indossa un casco giallo con una fascia gialla molto caratteristica alla base del becco e la sua pelle orbitale differisce da quella del bucero trombettiere per il fatto di essere blu e non violetto-rossastro. Inoltre, il bucero guanceargentate è quasi del tutto sprovvisto di macchie bianche sulla coda e sulle copritrici alari.

## Biologia
Le forme di raggruppamento sociale variano molto a seconda delle stagioni. I buceri trombettieri di solito si spostano in coppia o in piccoli gruppi familiari composti da 3-5 individui, ad eccezione dei maschi, che vivono da soli durante la stagione riproduttiva. A volte possono crearsi grandi stormi formati mediamente da 30-50 uccelli. Questi ultimi sono ancora più consistenti al di fuori del periodo di riproduzione, quando possono comprendere fino a 100 esemplari. Nello stesso periodo, i dormitori comunitari vengono spesso frequentati da 200 uccelli che a volte condividono il posatoio con i buceri guanceargentate. Finché si trattengono in un'area ristretta ricca di alberi da frutto, questi buceri rimangono nella boscaglia vicina e tornano a mangiare lì a intervalli regolari, ma non appena la fonte di cibo si esaurisce lasciano questo posto alla ricerca di un altro sito. Partono quindi con un volo veloce e diretto costituito da un'alternanza di planate e di battiti d'ala rumorosi.

### Alimentazione
Il bucero trombettiere si nutre principalmente sugli alberi di frutti di piccole dimensioni, come fichi, bacche, guaiava, papaya e altri frutti tipici dell'Africa. Mostra poco interesse per i frutti caduti. Questa specie dà anche la caccia agli insetti in volo, catturando soprattutto termiti volanti, e raccoglie il nettare contenuto nei fiori. Trascorre parte della giornata tra le chiome degli alberi razziando i nidi di altre specie e insegue piccoli mammiferi sul terreno. La componente animale della sua dieta è costituita da bruchi, ragni, piccoli nidiacei, uova e millepiedi. Il suo menu è costituito per l'89% da frutta e per l'11% da sostanze di origine animale.

### Riproduzione
Le abitudini riproduttive di questa specie sono note solo in parte. Tuttavia, sappiamo che questo uccello è monogamo e che i legami di coppia rimangono stretti finché entrambi i membri della coppia sono in vita. Nell'Africa meridionale, la stagione riproduttiva ha luogo da settembre a gennaio, con un picco tra ottobre e novembre. I nidi vengono costruiti nelle cavità naturali degli alberi. La covata comprende da una a quattro uova bianche che la femmina reclusa cova da sola per 24 giorni. Essa inizia a covare non appena viene deposto il primo uovo, pertanto le nascite sono sfalsate. I giovani nascono nudi e ciechi. Aprono gli occhi solo dopo 12 giorni. Il periodo di nidificazione dura almeno 50 giorni. La femmina rimane con i piccoli sul fondo della cavità fino a quando questi non hanno acquisito la totalità del piumaggio e sono in grado di alzarsi in volo. Dopo la loro liberazione, i nidiacei rimangono nei pressi del nido per altri 5-7 giorni, impratichendosi nel volo, quindi si uniscono ai genitori in volo alla ricerca di nutrimento.

## Distribuzione e habitat
L'areale del bucero trombettiere si estende lungo le coste orientali del Sudafrica, nelle province del Transkei e del Natal, e prosegue fino a raggiungere il Mozambico, il Botswana, la Repubblica Democratica del Congo e il Kenya.
Questo uccello dell'Africa meridionale e orientale frequenta i boschetti costieri caldi e le foreste di pianura, soprattutto quando sono situate lungo i corsi d'acqua. Apprezza anche le zone boschive di montagna, le regioni forestali umide, le mangrovie e perfino le savane un po' più secche. Il bucero trombettiere occupa una grande varietà di ambienti, in quanto è molto mobile e attraversa le savane aperte, le praterie e le zone coltivate alla ricerca di cibo, frutta e semi raccolti.

## Conservazione
In linea di principio, questi uccelli sono abbastanza diffusi in tutto l'areale e non sono minacciati. Tuttavia, è piuttosto difficile stimare il numero di esemplari a causa dei loro frequenti spostamenti. Il loro futuro non è comunque del tutto privo di pericoli, dal momento che gli alberi su cui si nutrono e costruiscono i nidi vengono ormai abbattuti.